# Спер (Техас)
Спер (англ. Spur) — місто (англ. city) в США, в окрузі Дікенс штату Техас. Населення — 863 особи (2020).

## Географія
Спер розташований за координатами 33°28′36″ пн. ш. 100°51′1″ зх. д. / 33.47667° пн. ш. 100.85028° зх. д. (33.476582, -100.850215).  За даними Бюро перепису населення США в 2010 році місто мало площу 4,16 км², з яких 4,16 км² — суходіл та 0,00 км² — водойми.

## Демографія
Згідно з переписом 2010 року, у місті мешкало 1318 осіб у 437 домогосподарствах у складі 265 родин. Густота населення становила 317 осіб/км².  Було 564 помешкання (136/км²).
Расовий склад населення:
| - 80,4 % — білих - 6,7 % — чорних або афроамериканців - 1,6 % — корінних американців - 0,6 % — азіатів - 9,5 % — осіб інших рас |

До двох чи більше рас належало 1,2 %. Частка іспаномовних становила 39,4 % від усіх жителів.
За віковим діапазоном населення розподілялося таким чином: 20,6 % — особи молодші 18 років, 64,1 % — особи у віці 18—64 років, 15,3 % — особи у віці 65 років та старші. Медіана віку мешканця становила 36,2 року. На 100 осіб жіночої статі у місті припадало 157,9 чоловіків;  на 100 жінок у віці від 18 років та старших — 164,4 чоловіків також старших 18 років.
Середній дохід на одне домашнє господарство  становив 41 865 доларів США (медіана — 29 875), а середній дохід на одну сім'ю — 51 003 долари (медіана — 39 722). За межею бідності перебувало 32,6 % осіб, у тому числі 37,0 % дітей у віці до 18 років та 3,9 % осіб у віці 65 років та старших.
Цивільне працевлаштоване населення становило 314 осіб. Основні галузі зайнятості: освіта, охорона здоров'я та соціальна допомога — 38,9 %, будівництво — 13,7 %, транспорт — 7,6 %, публічна адміністрація — 7,6 %.